# Maurycy (film)
Maurycy (ang.  Maurice) – brytyjski melodramat z 1987 roku w reżyserii Jamesa Ivory'ego, zrealizowany na podstawie powieści Edwarda Morgana Forstera.

## Główne role
- James Wilby jako Maurice Hall
- Hugh Grant jako Clive Durham
- Rupert Graves jako Alec Scudder
- Denholm Elliott jako doktor Barry
- Simon Callow jako pan Ducie
- Billie Whitelaw jako pani Hall
- Barry Foster jako dziekan Cornwallis
- Judy Parfitt jako pani Durham
- Phoebe Nicholls jako Anne Durham
- Patrick Godfrey jako Simcox
- Mark Tandy jako Risley
- Ben Kingsley jako Lasker-Jones

## Fabuła
Akcja filmu toczy się w edwardiańskiej Anglii w latach 1909-1913. Tytułowy bohater, należący do klasy średniej Maurice Hall zostaje zaskoczony wyznaniem miłości Clive’a Durhama, kolegi z wyższych sfer studiującego z nim na Uniwersytecie Cambridge. Maurice początkowo odrzuca zaloty, nazywając je bzdurami, jednak stopniowo zdaje sobie sprawę, że nieświadomie od początku odwzajemniał uczucia przyjaciela. Podczas wyprawy na łąkę Clive wyznaje Maurice'owi, że gdyby nie on, przeszedłby przez życie na w pół przebudzony. Związek choć nie pozbawiony pasji, pozostaje platoniczny, gdyż Clive, wyrosły na lekturze filozofów greckich, obawia się, że czynnik fizyczny mógłby zniszczyć to, co ich łączy. W czasach gdy homoseksualizm był w Anglii przestępstwem jest oczywiste, że takie uczucia muszą pozostać w tajemnicy.
Przyjaźń kwitnie także po wyrzuceniu Maurice’a z uniwersytetu i podjęciu przez niego pracy w londyńskim City. Stopniowo jednak drogi  Halla i Duhrama rozchodzą się. Emocjonalny Maurice jest w pełni oddany przyjacielowi, natomiast Clive traktuje ich związek z rosnącym dystansem. Punktem przełomowym jest wstrząs związany z procesem lorda Risleya skazanego na pół roku więzienia za praktykowanie niewypowiedzianej rozpusty Greków. W obawie przed zaprzepaszczeniem kariery, Clive postanawia porzucić dotychczasowe życie i po powrocie z podróży po Grecji rozstaje się z Maurice’em. Durham, w dramatycznej rozmowie, tłumaczy załamanemu przyjacielowi, że uczucia do mężczyzny to tylko przejściowy kaprys i czas znaleźć sobie miłość, której nie będzie trzeba ukrywać. Po jakimś czasie Clive poślubia uroczą, ale naiwną Anne Woods. Do tego samego namawia Maurice’a, który zmagając się z samym sobą szuka pomocy u przyjaciela rodziny, doktora Barry’ego a potem u Laskera-Jonesa, amerykańskiego hipnotyzera. Ten pierwszy zwierzenia młodzieńca, że jest z gatunku Oscara Wilde’a nazywa bzdurami i diabelską halucynacją. Amerykanin zaś zaleca ćwiczenia w umiarkowaniu, tenis i udział w polowaniach jako metody na wyleczenie się z homoseksualizmu. Radzi też Maurice'owi opuszczenie Anglii, która zawsze była niechętna akceptacji ludzkiej natury.
Kurację zakłóca Alec Scudder, młody i nieokrzesany łowczy z Pendersleigh, rodzinnej posiadłości Durhamów. Podczas nieobecności Clive’a i Anne, Scudder wyczuwając marzenia Maurice’a wchodzi nocą przez okno do jego pokoju. Dla tego związku, mimo różnic klasowych i wykształcenia, a także początkowej nieufności (obawa przed szantażem), Maurice jest gotów zaryzykować swoją karierę i reputację. Scudder przynosi mu upragnioną wolność i uwalnia ostatecznie z miłości do Clive’a. Po ostatniej rozmowie ze starym przyjacielem, Duhram, który przeszedł metamorfozę ze spontanicznego i wrażliwego młodzieńca w hipokrytę, z goryczą odkrywa, że bezpowrotnie  stracił jedyną prawdziwą miłość swojego życia. Oszukując samego siebie, wybiera bezpieczne, ale pozbawione uniesień, życie u boku żony.

## Produkcja
Zdjęcia do filmu kręcono głównie w Cambridge, na terenie King's College. Wykorzystano również wnętrza Wilbury Park w hrabstwie Wiltshire. W czasie zagranicznych wojaży filmowy Clive odwiedza grecki teatr w Segeście na Sycylii. Pozostałe lokacje widoczne w filmie to: Londyn (m.in. British Museum), hrabstwo Dorset (Crichel House) i Gloucestershire (historyczne doki w Gloucester).

## Nagrody i nominacje
Oscary za rok 1987
- Najlepsze kostiumy – Jenny Beavan i John Bright (nominacja)

44. MFF w Wenecji (1987)
- Srebrny Lew – James Ivory
- Puchar Volpiego dla najlepszego aktora – James Wilby i Hugh Grant
- Złota Osella za muzykę – Richard Robbins